# Paneth (Mondkrater)
Paneth ist ein Einschlagkrater auf der Mondrückseite.
Der Krater liegt im Norden der erdabgewandten Seite, dicht hinter dem nordwestlichen Mondrand, nördlich des größeren Kraters Poczobutt. In unmittelbarer Nähe schließt sich in südlicher Richtung Smoluchowski an.
Der relativ ebene Kraterboden ist im Osten und Südosten von zwei größeren Einschlägen gezeichnet. Die Entstehungszeit des Kraters fällt in die nektarische Periode, er ist teilweise von Auswürfen imbrischen Ursprungs überlagert.
Paneth hat drei Nebenkrater:
| Buchstabe | Position            | Durchmesser | Link |
| --------- | ------------------- | ----------- | ---- |
| A         | 64,86° N, 93,89° W  | 48 km       |      |
| K         | 61,49° N, 92,82° W  | 31 km       |      |
| W         | 64,74° N, 101,39° W | 29 km       |      |

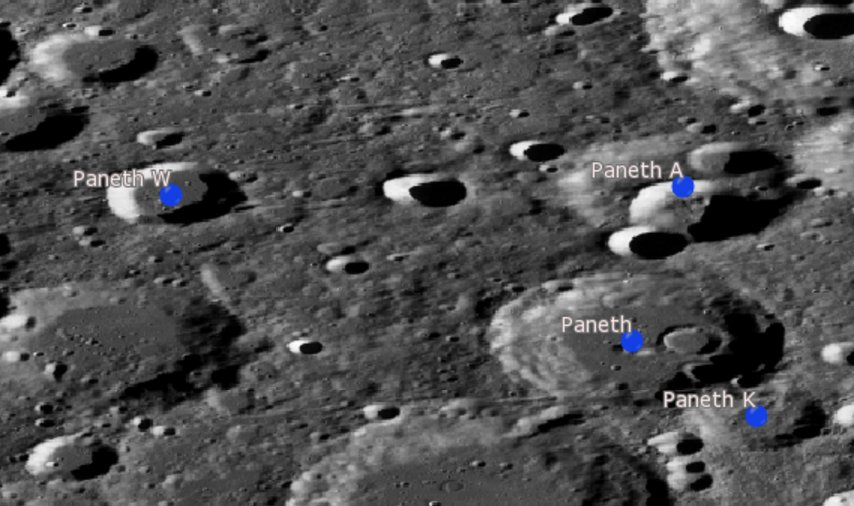
Paneth mit seinen Nebenkratern

Der Krater wurde 1970 von der IAU offiziell nach dem österreichisch-britischer Chemiker Fritz Paneth benannt.